# Pagan van Bulgarije
Pagan was tussen 767 en 768 khan van Bulgarije.

## Context
Pagan was een van de vier khans van Bulgarije tussen 765 en 768. Onder de Bulgaarse adel bestonden twee strekkingen, een groep die voor de verderzetting van de Byzantijns-Bulgaarse oorlogen was en een groep die koos voor vrede. De khan die voor vrede koos moest meestal het onderspit delven. Pagan werd door de adel naar de Byzantijnse keizer Constantijn V Kopronymos gestuurd om te onderhandelen. De keizer verweet de Bulgaren de anarchie die er heerste aan het hof en het afzetten van hun voormalige heerser Sabin, die als vluchteling leefde in Constantinopel. De keizer stemde er niettemin mee in vrede te sluiten, en Pagan keerde naar huis terug.
Eenmaal vertrokken viel Constantijn V plotseling Bulgarije binnen en slaagde erin door de bergen het kerngebied van de Bulgaarse staat binnen te dringen, waarbij hij enkele nederzettingen rond de Bulgaarse hoofdstad Pliska in brand stak. Hoewel Constantijn V zijn relatief succesvolle invasie niet opvolgde en naar huis terugkeerde, werd Pagan geconfronteerd met de woede van zijn onderdanen, die hem beschuldigden van goedgelovigheid en onvermogen om de vijand te weerstaan. Pagan vluchtte in de richting van Varna, maar werd vermoord door zijn dienaren.